# Classe Carioca
A Classe Carioca foi uma classe de navios mineiros da Marinha do Brasil.

## História
A Classe Carioca agrupava navios-mineiros também chamados de lança-minas construídos pelo Arsenal de Marinha do Rio de Janeiro (AMRJ), Ilha das Cobras no final da década de trinta do século passado. Estas embarcações forma re-aparelhadas e classificadas como corvetas durante a Segunda Guerra Mundial. Foram construídos seis navios desta Classe.

## Lista de Navios
| Número de amura | Nome      | Comissionamento | Baixa            |
| --------------- | --------- | --------------- | ---------------- |
| C-1             | Carioca   | 1938            |                  |
| C-2             | Cananéia  | 1939            |                  |
| C-3             | Camocim   | 1940            |                  |
| C-4             | Cabedelo  | 1940            |                  |
| C-5             | Caravelas | 1940            |                  |
| C-6             | Camaquã   | 1940            | 1944 (naufrágio) |

## Características
- Deslocamento: 550 ton (padrão)[1]
- Comprimento: 57 m
- Boca: 7,8 m
- Calado: 2,5 m
- Propulsão: 2 caldeiras gerando 1.300 hp
- Velocidade: 15 nós (máxima)
- Raio de Ação: 2.500 milhas
- Armamento: 1 canhão de 4 pol. (102 mm/28), 2 metralhadoras Oerlikon Mk 10 de 20 mm/70 em reparos singelos, 44 minas.
- Tripulação: 70 homens (5 oficiais e 65 praças)